# シネロマン池袋
シネロマン池袋（シネロマンいけぶくろ）は、日本の映画館である。東京都豊島区西池袋に所在。かつては日活が運営していた。

## 概略
1974年に池袋北口ににっかつ（日活）の直営館「池袋北口にっかつ劇場」として開館。前身はキャバレーのラテンクォーター池袋店。スクリーン前の照明ブースや、舞台に上がる螺旋階段などに当時の名残がある。
1988年、日活の路線変更に伴い「ロッポニカ池袋」に館名を変更。ロッポニカ路線終了後は館名そのままにミニシアター系映画の上映館となった。1990年に「シネロマン池袋」となり、成人映画専門映画館となる。
2008年4月に日活が劇場を手放し、酒井コーポレーション運営となる。
原則としてエクセス（新日本映像）＋ロマンポルノ、新東宝、オーピー（大蔵映画）という映画会社区分別にローテーションが組まれ、週替わり3本立てで上映される。

## 特徴
座席数：152席
住所：東京都豊島区西池袋1-29-2地得ビルB1